# سيلفستر تاكاك
سيلفستر تاكاك (بالإنجليزية: Silvester Takač)‏ (من مواليد 8 نوفمبر 1940 بمدينة دجوردجيفو، مملكة يوغوسلافيا) هو لاعب كرة قدم صربي سابق في مركز الهجوم، ومدرب سابق كذلك. فاز في موسم 1971–72 بلقب هداف دوري أبطال أوروبا مع نادي ستاندارد لييج، حيث سجل 5 أهداف كان كفيلة بوصول الفريق إلى دور نصف النهائي.

## مسيرته الكروية
لعب سيلفستر تاكاك خلال مسيرته الاحترافية مع 3 أندية في سبعة عشر موسمًا وسجل خلالها 143 هدف ضمن 378 مباراة. ولم يفز بأي موسم بالكأس وفاز في ثلاثة مواسم بالدوري.
خاض سيلفستر تاكاك مسيرته مع نادي فويفودينا في موسم 1958–59 ليلعب معه تسعة مواسم، مشاركًا في 182 مباراة سجل خلالها 62 هدفًا. ثم انتقل إلى نادي ستاد رين في موسم 1966–67 واستمر معه طيلة ثلاثة مواسم، حيث شارك في 85 مباراة سجل خلالها 37 هدفًا. لينتقل بعدها إلى نادي ستاندارد لييج في موسم 1969–70 ليلعب معه خمسة مواسم، مشاركًا في 111 مباراة سجل خلالها 44 هدفًا.

## روابط خارجية
- سيلفستر تاكاك على موقع الاتحاد الدولي (مؤرشف)  (الإنجليزية)
- سيلفستر تاكاك على موقع قاعدة بيانات كرة القدم.إي يو (الإنجليزية)
- سيلفستر تاكاك على موقع ناشيونال فوتبول تيمز (الإنجليزية)
- سيلفستر تاكاك على موقع عالم كرة القدم.نت (الإنجليزية)
- سيلفستر تاكاك على موقع اللجنة الأولمبية الدولية (الإنجليزية)
- سيلفستر تاكاك على موقع أوليمبيديا (الإنجليزية)